# Wultendorf (Gemeinde Markersdorf-Haindorf)
Wultendorf ist eine Ortschaft und eine Katastralgemeinde der Marktgemeinde Markersdorf-Haindorf im Bezirk St. Pölten in Niederösterreich. Die Ortschaft hat 15 Einwohner (Stand 1. Jänner 2024).

## Geografie
Das südöstlich von Markersdorf an der Pielach gelegene Dorf wird über die Landesstraße L5152 erschlossen.

## Geschichte
Laut Adressbuch von Österreich waren im Jahr 1938 in Wultendorf zwei Landwirte mit Ab-Hof-Verkauf ansässig.